# 沃洛季米里夫卡 (希里亞葉韋區)
47°18′15″N 29°55′29″E / 47.30417°N 29.92472°E
沃洛季米里夫卡（烏克蘭語：Володимирівка）是位於烏克蘭西南部的村莊，由敖德萨州贝雷济夫卡区的喬霍達里夫卡市鎮負責管轄。該村始建於1793年，面積0.23平方公里，2001年人口58，人口密度每平方公里252.17人。